# Ľudovít Štefan
Ľudovít Štefan (* 8. března 1943) je bývalý slovenský fotbalista, který nastupoval jako útočník a obránce. Jeho syn Ľuboš Štefan byl ligový fotbalista Prešova.

## Fotbalová kariéra
Začínal v Moldavě nad Bodvou. V lize hrál za Tatran Prešov (1964–1973). Nastoupil k 97 utkáním a dal 18 gólů.
Ve středu 4. května 1966 odehrál první zápas finále Československého poháru proti Dukle Praha (prohra 1:2, hráno v Prešově).

## Ligová bilance
| Ročník                                   | Zápasy | Góly | Minuty | Klub          |
| ---------------------------------------- | ------ | ---- | ------ | ------------- |
| 1. československá fotbalová liga 1964/65 | 13     | 8    | 1 170  | Tatran Prešov |
| 1. československá fotbalová liga 1965/66 | 25     | 9    | 2 250  | Tatran Prešov |
| 1. československá fotbalová liga 1969/70 | 18     | 1    | 1 470  | Tatran Prešov |
| 1. československá fotbalová liga 1970/71 | 15     | 0    | 1 177  | Tatran Prešov |
| 1. československá fotbalová liga 1971/72 | 24     | 0    | 1 607  | Tatran Prešov |
| 1. československá fotbalová liga 1972/73 | 2      | 0    | 55     | Tatran Prešov |
| CELKEM I. ČS. LIGA                       | 97     | 18   | 7 729  |               |